# Vila Nova de Poiares
Vila Nova de Poiares község és település Portugáliában, Coimbra kerületben. A település területe 84,45 négyzetkilométer.  Vila Nova de Poiares lakossága 7281 fő volt a 2011-es adatok alapján. A településen a népsűrűség 86 fő/ négyzetkilométer.
.

## Települései
A község a következő településeket foglalja magába, melyek:
- Arrifana
- Lavegadas
- Santo André de Poiares
- São Miguel de Poiares

## Fordítás
- Ez a szócikk részben vagy egészben  a   Vila Nova de Poiares című angol Wikipédia-szócikk ezen változatának fordításán alapul.  Az eredeti cikk szerkesztőit annak laptörténete sorolja fel. Ez a jelzés csupán a megfogalmazás eredetét és a szerzői jogokat jelzi, nem szolgál a cikkben szereplő információk forrásmegjelöléseként.